# NGC 158
NGC 158 é uma estrela dupla na direção da constelação de Cetus. O objeto foi descoberto pelo astrônomo Wilhelm Tempel em 1882, usando um telescópio refrator com abertura de 11 polegadas. 